# ヒルズサンピア山形
ヒルズサンピア山形（ヒルズサンピアやまがた）は、山形県山形市にあるリゾートホテル。市郊外の丘の上に位置するため、山形市の景色を一望できるのが見所。

## 概要
社会保険庁が各地に設置した厚生年金保険の福祉施設である厚生年金休暇センターのひとつとして、1981年4月に開設。同庁から委託を受けた厚生年金事業振興団が経営していた。愛称はウェルサンピア山形（ウェルサンピアやまがた）であった。
1985年に屋内スケート場、1988年にはゴルフ練習場を増設。また屋内スケート場は、1992年1月に開催のべにばな国体冬季大会でアイスホッケー競技の会場となった。
政府は2004年に、公的年金保険料を年金給付以外の年金福祉施設等に安易に使用している公的年金流用問題が持ち上がったため、厚生年金休暇センター等の施設に今後保険料を投入しないことを決定した。これを受け、翌年に全施設は新たに発足した年金・健康保険福祉施設整理機構に移管され、5年以内に廃止もしくは売却されることとなった。

### ヒルズサンピア山形へ
この方針によって、2008年12月にウェルサンピア山形は一般競争入札にかけられ、山形市でゴルフ練習場を経営する三和地所など4社が約9億1千万円で落札した。2009年3月末日でウェルサンピア山形は営業を終了。改装を経て、三和地所などワダグループが新たに設立したグリーン観光（本社・山形市）が経営を引き継ぎ、同年4月中旬に名称をヒルズサンピア山形に改めて再オープンした。なお、冬季間営業していた屋内スケート場は、2017年3月15日を以て完全閉鎖となった。

## 広告活動
- 「ウェルサンピア」時代の2002年から2004年までさくらんぼテレビ（SAY、フジテレビ系列）にて「楽しいムーミン一家」を一社提供していた。

## アクセス
- バス - 山形駅（東口）からヒルズサンピア行 - 終点（約23分）。
- 自動車 - 山形自動車道・山形蔵王ICより車で約15分。